# Soo Shim Taekwondo Klubb
Soo Shim Taekwondo Klubb är en Taekwondoklubb från Skellefteå i Sverige. 
Fram till 2022 hade klubben vunnit priset som bästa klubb under SM 12 gånger.
År 2022 var antalet aktiva klubbmedlemmar  cirka 600 personer. Skellefteå Kukksool Hapkidoklubb håller även till i Soo Shims lokaler.

## Historik
Klubben bildades 1988 av Peter Forsgren under namnet Skellefteå taekwandoklubb. År 1998 tog Niklas Andersson över huvudansvaret för klubben som då hade ett 60-tal aktiva.
År 2007 ansvarade klubben för SM i Taekwondo. De hade då 32 tävlande som tog hem ett 30-tal medaljer, vilket innebar att klubben för fjärde gången tog hem klubbsegern i SM-sammanhang. Klubben beskrevs då av SVT som "Sveriges överlägset bästa taekwondoklubb".
År 2013 tog klubbens idrottare hem 10 guldmedaljer under SM och Folkbladet skrev att klubben var en "maktfaktor i svensk taekwondo". Tre år senare utvecklades klubben när de beviljades folkhälsobidrag av Västerbottens läns landsting för att bedriva anpassad träning för seniorer.
Klubben har genom dess huvudtränare Niklas Andersson bedrivit undervisningen vid Skellefteå kommuns nationellt godkända idrottsutbildningen (NIU) i taekwondo. I juni 2023 meddelade Skellefteå kommun att man avbryter samarbetet inom utbildning med taekwondoklubben efter larm om kränkningar på skoltid. Dagarna därpå meddelade  Fritidsnämnden att de kommer dra in sina bidrag till klubben om de inte presenterar en åtgärdsplan.

## Medaljer

### SM 2021[12]
Totalt deltog 70 klubbar på SM i Taekwondo 2021. Soo Shim vann medaljligan och blev bästa klubb i Sverige.
| Guld | Silver | Brons | Totalt antal medaljer |
| ---- | ------ | ----- | --------------------- |
| 12   | 5      | 6     | 23                    |

### SM 2022[3]
| Guld | Silver | Brons | Totalt antal medaljer |
| ---- | ------ | ----- | --------------------- |
| 14   | 3      | 6     | 23                    |

## Elitidrottare
Bland framgångsrika idrottare som representerat klubben hittas exempelvis Elin Johansson som tävlat för Sverige i OS i London 2012 och Rio 2016. En annan är  Frederik Emil Olsen(en).